# 苏志道
苏志道（1261年—1320年），字子宁，元朝真定（今河北正定县）人。
苏志道是吏员出身。由监察御史书吏转任户部令史，历任枢密院中书省掾、承直郎、中书检校官、刑部主事、枢密院断事府经历。元仁宗延祐四年（1317年），至和林（今蒙古国哈尔和林），任岭北等处行中书省左右司郎中。在职三年，劝募富商大贾运粟和林，使库藏充实，后为成法。和林出现饥荒，他救灾有法，时称能吏。最后在大都去世。其子苏天爵。